# Gamma Music
Gamma Music (рус. Гамма Мьюзик) — российский музыкальный лейбл, специализирующийся на цифровой дистрибуции и интеллектуальной собственности. Компания основана в 2014 году в Москве. Лейбл входит в состав концерна Zvonko Digital.
Каталог лейбла состоит из релизов отечественных и зарубежных артистов, выпускающих произведения различных музыкальных жанров, среди которых — хип-хоп, поп, рок, рэп, фонк, детская, танцевальная и электронная музыка.

## Деятельность
Деятельность компании включает в себя широкий спектр услуг: отгрузка на основные стриминг-площадки, размещение на радио и ТВ, ведение и монетизация YouTube каналов, музыкальный продакшн, юридическая поддержка и синхронизация в кино и сериалах.
Лейбл сотрудничает с такими артистами как: INSTASAMKA, Руки Вверх!, Xcho, Big Baby Tape, Aleks Ataman & Finik, GUF, Смоки Мо, Жасмин, Сюзанна, Градусы и другими звёздами индустрии и начинающими исполнителями.
Лейбл осуществляет дистрибуцию релизов на стриминг-сервисы «VK Музыка», «Яндекс Музыка», «Звук», «МТС Music», «ОК», «YouTube Music» и др. Компания оказывает услуги по ведению и монетизации YouTube, занимается питчингом релизов в редакторские плейлисты, организует спецпроекты совместно с цифровыми площадками и рекламодателями, синхронизирует музыку в кино, сериалы и подкасты, шоу.
В деятельность лейбла также входит размещение клипов на ТВ-каналах («Жара ТВ», «МУЗ ТВ», «ТНТ Music», «RU.TV», и др.) и синглов на радио («Like FM», «Жара FM», «Love Radio», «Русское Радио», «DFM», «NRJ», «Европа Плюс»).
Команда музыкальных продюсеров вместе с артистами создают произведения с нуля. Юристы компании осуществляют поддержку музыкантов в области авторского и смежного права, при участии аккредитованных организаций по коллективному управлению авторских и смежных прав: «Российское авторское общество», «Всемирная организация интеллектуальной собственности» и «Российский Союз Правообладателей».

## История

### Начало работы
Музыкальный лейбл был основан в 2014 году в городе Москва. В число первых артистов, которые доверили свое творчество молодой компании вошли такие звезды российской эстрады и поп-сцены как: Валерий Леонтьев, DJ Chris Parker, Сати Казанова, Жасмин, Никита.

### 2014—2021
Первый крупный успех пришел к компании, когда «GAMMA MUSIC» заключили сотрудничество с хип-хоп дуэтом MiyaGi & Эндшпиль. Лейбл оказывал услуги по продвижению, легализации и борьбе с пиратским использованием музыкального каталога артистов, в который входило более 200 треков, включая один из главных хитов 2010-х в СНГ — «I Got Love».
Благодаря работе лейбла, самый успешный трек артистов «I Got Love» получил эфирное время на главных радиостанциях страны, включая радио «Европа Плюс», что не свойственно для треков в жанре хип-хоп, а клип на песню набрал 890 миллионов просмотров (по состоянию на март 2024). Этот результат является лучшим среди всех музыкальных видео в русскоязычном YouTube.
В 2014—2021 годы компания заключила сотрудничество с такими артистами, как: «Rombi & Bombi», «Руки Вверх!», «Aleks Ataman & Finik», «КАНАПЭ», «Korel».

### 2022 — настоящее время
В 2022 году компания начала сотрудничество с INSTASAMKA, Big Baby Tape, Xcho, Руки Вверх!, Aleks Ataman & Finik, Татьяна Куртукова, Rigos и GUF, VAVAN, Karna.val, Градусы, Смоки Мо, BITTUEV, Сюзанна. и др. Слаженная работа команды лейбла и артистов позволила занять лидирующие позиции треков в главных ТОП-чартах страны.

### Работа с детским контентом
С первых дней работы лейбл развивал направление музыки для детской аудитории. На данный момент каталог детской музыки «GAMMA MUSIC» насчитывает более 5 000 единиц контента.
В каталог входят произведения таких хитовых шоу-групп и музыкальных проектов как Барбарики, Клоун Плюх, Зебра в клеточку, Кукутики, культовые детские песенки Антошка, Песенка Крокодила Гены, Колыбельная Медведицы, Чему учат в школе и др. Ещё одно направление, которым занимается лейбл — работа с развивающим контентом: циклами колыбельных, аудио-сказками, занимательной арифметикой, стихами-потешками, колыбельными, популярными песенками для детских дискотек, образовательными программами развития ребёнка, в каждом конкретном возрасте, от дипломированных специалистов в области дошкольного образования и педагогики.

## Артисты лейбла

### Текущие артисты
- MiyaGi & Эндшпиль
- Инстасамка
- Татьяна Куртукова
- Руки Вверх!
- Xcho
- Big Baby Tape
- Смоки Мо
- Градусы
- Aleks Ataman & Finik
- GUF
- Ольга Серябкина
- Валерий Леонтьев
- Жасмин
- Сати Казанова
- Milos Bikovic
- Vavan
- Mujeva
- BITTUEV
- karna.val
- Сюзанна
- Аркайда
- DJ Chris Parker
- Steve Aoki
- Scooter
- Tom Gregory